# Nemira - Lapoș
Nemira - Lapoș este o arie protejată (sit de importanță comunitară — SCI) din România, desemnată în scopul protejării biodiversității și menținerii într-o stare de conservare favorabilă a florei spontane și faunei sălbatice, precum și a habitatelor naturale de interes comunitar aflate în arealul zonei de protecție. Aceasta se întinde pe o suprafață de 9.980,2 ha, integral pe uscat.

## Localizare
Situl Nemira - Lapoș se întinde pe teritoriile administrative ale județelor Bacău (Asău, Dărmănești, Dofteana), Covasna (Estelnic) și Harghita (Ciucsângeorgiu, Plăieșii de Jos) Centrul acestuia este situat la coordonatele 46°18′31″N 26°13′35″E / 46.308594°N 26.226253°E.46°24′12″N 22°39′25″E / 46.403458°N 22.656931°E.

## Înființare
Situl Nemira - Lapoș (ROSCI0327) a fost declarat sit de importanță comunitară în septembrie 2011 pentru a proteja 10 specii de animale.

## Biodiversitate
Situată în ecoregiunea alpină, aria protejată conține 4 habitate naturale: Păduri de fag Luzulo-Fagetum, Păduri aluvionare cu Alnus glutinosa și Fraxinus excelsior (Alno-Padion, Alnion incanae, Salicion albae), Păduri de fag dacice (Symphyto-Fagion), Păduri acidofile de Picea de la nivel montan la nivel alpin (Vaccinio-Piceetea).
La baza desemnării sitului se află mai multe specii protejate:
- amfibieni (3): izvoraș-cu-burta-galbenă (Bombina variegata), triton cu creastă (Triturus cristatus), Triturus montandoni
- mamifere (7): liliac cârn (Barbastella barbastellus), lupul (Canis lupus), vidră de râu (Lutra lutra), râs eurasiatic (Lynx lynx), liliac comun (Myotis myotis), liliacul mic cu potcoavă (Rhinolophus hipposideros), urs brun (Ursus arctos)

Pe lângă speciile protejate, pe teritoriul sitului au mai fost identificate 4 specii de amfibieni, 6 specii de reptile.